# 洛香河
洛香河，也称八洛河、独洞河，位于中国贵州省东南部，是柳江上游都柳江段左岸支流，发源于黎平县永从乡高贡村，从源地西南流经顿洞、管团，伏流1千米，经信洞折向东南流，进入从江县洛香镇折向西南，于贯洞镇八洛村汇入都柳江。干流河长43千米，平均比降9.0‰，流域面积425平方千米。流域内森林资源丰富。